# CUBIC - YMO CD Single BOX
『CUBIC - YMO CD Single BOX』（キュービック ワイエムオー・シーディー・シングル・ボックス）は、1993年9月21日に発売されたイエロー・マジック・オーケストラ (YMO) のCD-BOXである。

## 構成
1993年に、YMOが再生（再結成）されるのに合わせて、過去の7インチシングルレコードを8cmCD化して12cm用ケースに入れて発売したシングルBOXである。ジャケットはオリジナルシングルレコード盤の復刻だが、印刷の紙質からオリジナル・シングルレコード盤のジャケットよりも茶色っぽくなっている。
同年の7月21日には、活動中に出した9枚の7インチシングルレコード盤を復刻したシングルBOX『CUBIC - YMO ANALOG SINGLE BOX』が発売されている。

## 内容
- テクノポリス / ソリッド・ステイト・サヴァイヴァー
- ライディーン / コズミック・サーフィン
- タイトゥン・アップ / ナイス・エイジ
- キュー / ユーティー
- マス / カムフラージュ
- 体操 / 手がかり
- 君に、胸キュン。 / カオス・パニック
- 過激な淑女 / シー・スルー
- 以心電信 (YOU'VE GOT TO HELP YOURSELF) / 希望の河
- SEE THROUGH (REMIXED BY BRIAN ENO)
  - シングル「過激な淑女」のB面曲「SEE THROUGH」を「コンプリート・サーヴィス」ミックスダウン時にブライアン・イーノがお遊びでリミックスしたものである。

## リリース履歴
| No. | 日付          | 国名 | レーベル         | 規格  | 規格品番    | 最高順位 | 備考 |
| --- | ------------- | ---- | ---------------- | ----- | ----------- | -------- | ---- |
| 1   | 1993年9月21日 | 日本 | アルファレコード | 8cmCD | ALDA-91/100 |          |      |